# Rosetta Stone (musikgrupp)
Rosetta Stone var ett skotskt popband som bestod av Ian Mitchell (gitarr), Damian McKee (sång), Andy Legear (gitarr), Colin McKee (bas) och Terry McKee (trummor). Ian Mitchell hade tidigare spelat i bandet Bay City Rollers. Rosetta Stone gav ut två album i slutet av 1970-talet innan de upplöstes 1984.